# Rudolf Šetina
Rudolf Šetina (11. dubna 1878 Lohenice – 23. prosince 1929 Praha) byl český teolog, filosof, učitel, filolog a hudební skladatel.

## Život
Narodil v obci Lohenice u Přelouče. Studoval na gymnáziu v Kolíně. Studium dokončil na gymnáziu ve Vysokém Mýtě v roce 1896. Poté studoval teologii v Hradci Králové, v Praze a v Římě. Po roce 1901 působil jako římskokatolický kněz a vyučoval teologii na střední škole v České Třebové. V roce 1919 se vrátil do Vysokého Mýta kde učil. Byl členem Orla. Působil jako vedoucí představitel východočeské orelské župy Orlické a poté pracoval v uměleckém odboru Ústřední rady Orla v Brně. Jako hudební skladatel vytvořil řadu náboženských písní a operet, jako byla jeho úspěšná hra Píseň mládí. Pro orelskou organizaci vytvořil kompletní zpěvník, pro slet v Brně v roce 1922 složil slavnostní fanfáry.
V roce 1922 na slova Vladimíra Hornofa složil slavnostní pochod Vzhůru, Orle slovanský, který je po boku Modlitby Orelstva Ó zdroji pravdy, dobra, všech krás hlavní hymnou Orla. V roce 1929 složil kompletní hudební doprovod k pražskému sletu Československého Orla. Zemřel 23. prosince 1929 v Praze a byl pochován na hřbitově ve Velimi.

## Díla

### Operety
- Květy podzimu
- Píseň mládí
- U jesliček
- Vzpoura v pensionátě

### Skladby
- Česká mše
- Hymna křesťanské mládeže
- Pod Vyšehradem
- Vesele vpřed
- Orlům zdar
- Tři doby země české
- Hanácká avantgarda
- Boženka
- V prvním šiku
- Prapor náš
- Až přijde večer života mého
- Jen výš a výš
- Kam letíš, drahý Orle můj
- Na horách dívča ovečky pásla
- Národ orlí, národ statný
- Pějme, chaso mladá, smělá
- Pochodem v chod
- Pojď mezi nás
- Prapor náš se k nebi vlní
- Rozviňme prapor
- Vzlietnul Orol ponad Tatry
- Slovanský Orle, v šíř i v dál
- Vzhůru, Orle slovanský
- Hoj, Orle, hor sa v pružný let
- Hoj, vzepnout se

### Zpěvníky
- Dvanáct orelských písní (1923)